# Barsine euprepia
Barsine euprepia là một loài bướm đêm thuộc phân họ Arctiinae, họ Erebidae. It is found đặc hữu của Borneo. Nó xuất hiện ở độ cao khác nhau từ vùng đất thấp (bao gồm rừng khô tại Telisai ở Brunei) đến độ cao 1.660 mét.

## Hình ảnh

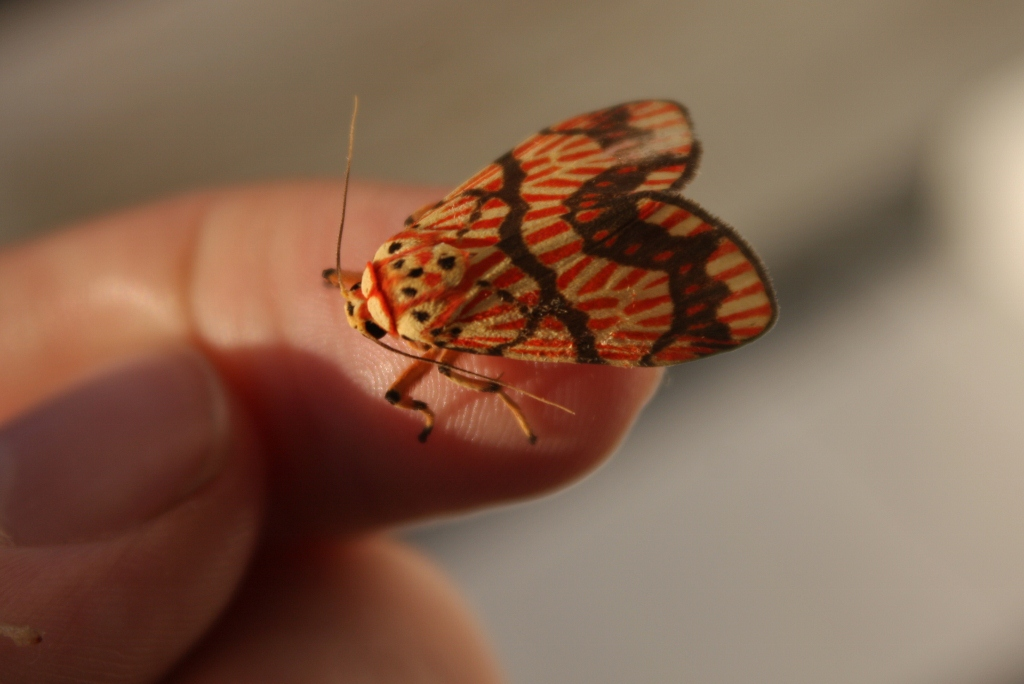
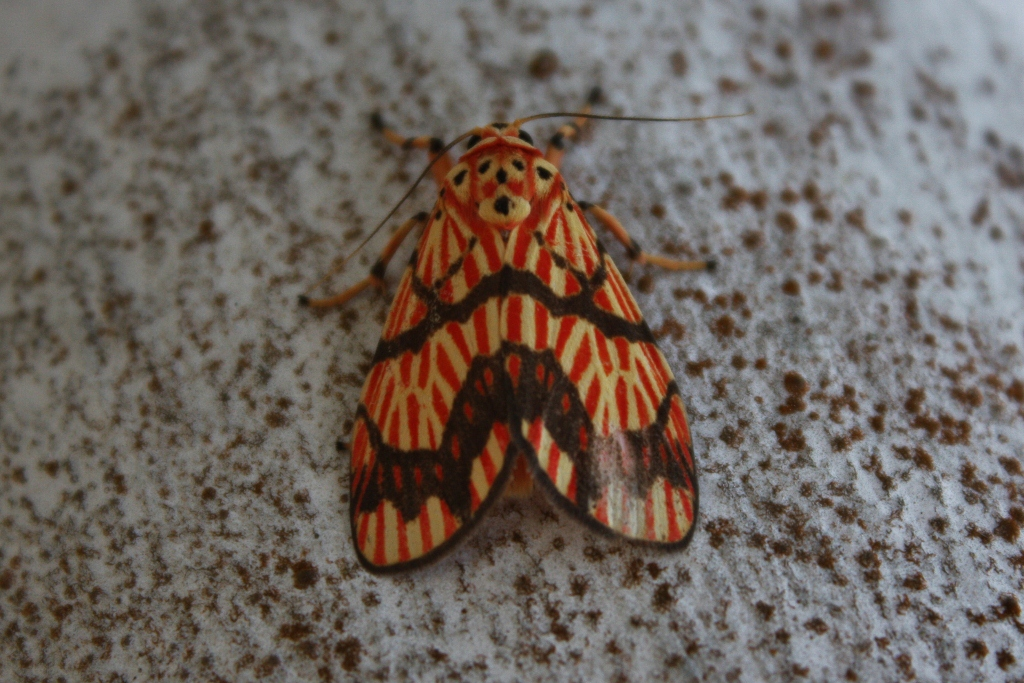